# Glenbow Museum

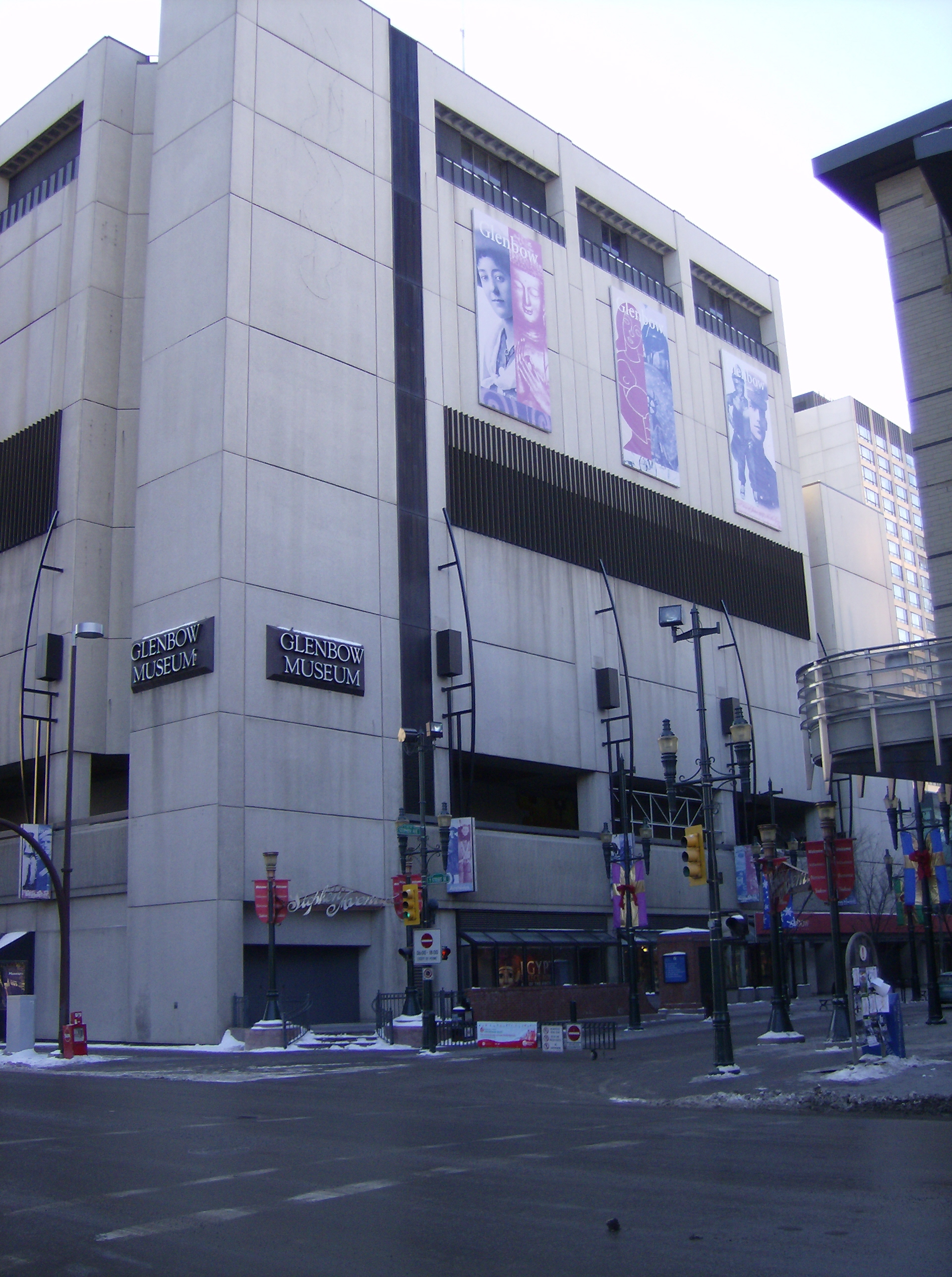
Het Glenbow Museum te Calgary

Het Glenbow Museum is een museum in de Canadese stad Calgary en is het grootste museum in westelijk Canada met ruim 8.600 m2 oppervlakte aan tentoonstellingsruimte.
Het museum werd in 1966 opgericht en richt zich op de geschiedenis van Alberta in het bijzonder en westelijk Canada in het algemeen met ruim 100.000 objecten in haar verzameling alsmede een uitgebreide bibliotheek. Militaire geschiedenis, cultuur en etnische opmaak alsmede natuurlijke rijkdommen van Alberta vormen onderwerp van de collecties van het Glenbow Museum. Hiermee toont het instituut het dagelijkse leven in het 19e-eeuwse Alberta, de etnologische en culturele diversiteit van de indianen die het gebied bevolkte alsook een uitgebreide collectie wapenen en gesteenten en mineralen die in Alberta en omgeving worden gewonnen. Het Glenbow toont ook objecten uit andere delen van de wereld waaronder kunst uit Azië en Zuid-Amerika.
De bibliotheek van het Glenbow Museum bevat meer dan 100.000 boeken, tijdschriften en manuscripten die de geschiedenis van westelijk Canada illustreren.
Het bouwwerk is opgenomen in het Plus 15-netwerk van voetgangerspasserellen doorheen de binnenstad van Calgary.